# Wiener Melodien
Wiener Melodien ist ein österreichischer Spielfilm aus dem Jahre 1947 von Theo Lingen und Hubert Marischka mit Elfie Mayerhofer in einer Doppelrolle. An ihrer Seite spielt Johannes Heesters.

## Handlung
Die beiden Wienerinnen Lilli Günther und Viktoria Thomsen sind Zwillingsschwestern und haben, mit einer glockenhellen Stimme gesegnet, die Musikalität von ihren Eltern – die Mutter starb bereits 1925 bei der Geburt – geerbt. Während Viktoria von dem schwedischen Großindustriellen Knut Thomsen adoptiert wurde und wohlbehütet in Stockholm aufwuchs, holte beider Vater, der einst die Mutter verlassen hatte, Lilli aus dem Waisenhaus zu sich. Eines aber unterscheidet die beiden Schwestern bezüglich ihres Musikgeschmacks. Viktoria wurde dazu erzogen, die ernste, klassische Musik zu lieben, während Lilli sich ganz den leichten, schwungvollen Wiener Weisen verschrieben hat.
Als die beiden eineiigen Schwestern, ohne voneinander zu wissen, nach vielen Jahren mal in der österreichischen Hauptstadt, mal in Salzburg wieder aufeinandertreffen oder auch aneinander vorbeilaufen, lösen sie natürlich reichlich Turbulenzen aus, bei ihrem anfänglich ziemlich ahnungslosen, aus der Südsee heimgekehrten Herrn Papa ebenso wie bei der restlichen Männerwelt, die den beiden Sangesnachtigallen nur allzu gern ihre Herzen zu Füßen legt. Nachforschungen im alten Waisenhaus, wo man einst Lilli und Viktoria auseinandergerissen hatten, bringen die Wahrheit ans Licht, und auch in der Liebe gibt es für beide attraktiven jungen Damen ein Happy End.

## Produktionsnotizen
Wiener Melodien entstand in den Wiener Rosenhügel-Filmateliers sowie mit Außenaufnahmen in Salzburg. Der Film wurde am 3. Juni 1947 in Wien uraufgeführt, die deutsche Premiere erfolgte am 19. November 1948 in Köln. Die deutsche Fernsehausstrahlung erfolgte am 14. Dezember 1975 im ZDF.
Produzent Eduard Hoesch übernahm auch die Produktionsleitung. Julius von Borsody schuf die Filmbauten.

## Musik
Folgende Musiktitel aus der Feder von Frank Filip sind zu hören:
- „Am Jangtsekiang“
- „Sprachenwirrwarr“
- „Mei’ schönes Salzburg“
- „Ein kleines Lied“
- „Weil Wien wieder lacht“
- „Das Wunder der Liebe“.

## Kritiken
Auf film.at ist zu lesen: “Diese Verwechslungskomödie ist ganz auf Elfie Mayerhofer zugeschnitten, die in der Doppelrolle zweier im frühen Kindesalter getrennter Zwillinge glänzen darf.”
Im Filmdienst heißt es: „Anspruchslos-heitere Verwechslungskomödie mit musikalischem Charme.“